# Žrtve holokavsta
Žrtve holokavsta so bili vsi tisti ljudje, ki so bili pobiti zaradi ukrepov rasnega in političnega preganjanja, etničnega čiščenja in genocida, ki so jih med letoma 1933 in 1945 izvajali nacistični režim Tretjega rajha in njegovi zavezniki.

## Številke in statistike
Spominski muzej holokavsta Združenih držav ocenjuje, da je okoli 15–17 milijonov ljudi izgubilo življenje kot neposredna posledica procesov »arijizacije« nacističnega režima med letoma 1933 in 1945:
- Judje – glavna tarča iztrebljanja.
- Homoseksualci – nacisti so imeli homoseksualnost za bolno deviacijo uma.Goli sovjetski vojni ujetniki v Mauthausnu
- Romi – holokavst Romov se imenuje tudi porajmos ali samudaripen.
- Invalidi – invalidi so kvarili veličino arijske rase.
- Druge nearijske skupine – predvsem Slovani (Rusi, Srbi, Ukrajinci, Poljaki, Slovenci), niso bili podvrženi programom popolnega iztrebljanja, temveč »številčnega zmanjšanja«, »etničnega čiščenja« in so bili podvrženi oblikam prisilnega izkoriščanja dela, kar je v vsakem primeru povzročilo smrt vsaj 7–8 milijonov ljudi, vključno s približno 3 milijoni sovjetskih vojnih ujetnikov.
- Politični disidenti – komunisti, socialisti, prostozidarji itd. (in njihove družine).
- Neželeni – pripadniki majhnih manjšin, ki so iz različnih razlogov ovirali homogenost idej in skladnost vedenja.
- Jehovove priče – iz verskih razlogov so Jehovove priče zavrnile pridružitev Delavski fronti in delati zanjo ter niso prisegle zvestobe Hitlerju. Nacisti so zato aprila 1933 prepovedali njihovo organizacijo.

| Žrtve                    | Umrli                                      |
| ------------------------ | ------------------------------------------ |
| Judje                    | 5–6 milijonov                              |
| Sovjetski civilisti      | 5,7 milijonov (izklj. 1,3 milijonov judov) |
| Sovjetski vojni ujetniki | 2,8–3,3 milijonov                          |
| Poljaki                  | 1,8–3 milijonov                            |
| Srbi                     | 300.000–600.000                            |
| Invalidi                 | 270.000                                    |
| Romi                     | 130.000–500.000                            |
| Prostozidarji            | 80.000–200.000                             |
| Slovenci                 | 20.000–25.000                              |
| Homoseksualci            | 5.000–15.000                               |
| Španski republikanci     | 3.500                                      |
| Jehovove priče           | 1.250–5.000                                |

## Statistični podatki o žrtvah šoe
| Država          | Judovsko prebivalstvo | Žrtve     | %  |
| --------------- | --------------------- | --------- | -- |
| Albanija        | 200                   | 0?        | 0  |
| Avstrija        | 185.000               | 65.500    | 35 |
| Belgija         | 90.000                | 24.000    | 27 |
| Češkoslovaška   | 354.000               | 260.000   | 73 |
| Bolgarija       | 50.000                | 0?        | 0  |
| Danska          | 7.500                 | 100       | 1  |
| Estonija        | 4.500                 | 950       | 21 |
| Finska          | 2.000                 | 7         | 0  |
| Francija        | 300.000               | 74.000    | 24 |
| Nemčija         | 237.500               | 165.000   | 69 |
| Grčija          | 71.500                | 60.000    | 84 |
| Italija         | 43.000                | 8.000     | 18 |
| Latvija         | 93.500                | 70.000    | 75 |
| Litva           | 153.000               | 130.000   | 85 |
| Luksemburg      | 4.000                 | 1.200     | 30 |
| Norveška        | 1.800                 | 750       | 45 |
| Nizozemska      | 140.000               | 102.000   | 73 |
| Poljska         | 3.350.000             | 3.000.000 | 90 |
| Romunija        | 757.000               | 260.000   | 35 |
| Sovjetska zveza | 3.028.500             | 1.340.000 | 44 |
| Madžarska       | 825.000               | 564.500   | 69 |
| Jugoslavija     | 82.000                | 67.000    | 81 |